# Colobostruma biconvexa
Colobostruma biconvexa é uma espécie de formiga do gênero Colobostruma, pertencente à subfamília Myrmicinae.